# Гойза
Гойза (нем. Geusa) — посёлок в Германии, в земле Саксония-Анхальт. Входит в состав города Мерзебург района Заалекрайс.
Население составляет 1488 человек (на 31 декабря 2006 года). Занимает площадь 12,63 км².
Впервые упоминается между 881 и 899 годами как местечко Хузуна. До 31 декабря 2009 года Гойза имел статус общины (коммуны), подразделявшейся на 3 сельских округа. 1 января 2010 года вошёл в состав города Мерзебурга.